# Koalicja Przyszłość Quebecu
Koalicja Przyszłość Quebecu (Coalition Avenir Québec, CAQ) – kanadyjska partia polityczna działająca w prowincji Quebec, która zdobyła w wyborach powszechnych w 2012 roku 1,2 miliona głosów (27%) i uzyskała 19 na 125 mandatów w Zgromadzeniu Narodowym Quebecu, stanowiąc trzecią siłę polityczną w prowincji. W wyborach w 2014 roku partia ta uzyskała 21 mandatów.
Partię tę utworzył w 2011 roku były minister w rządzie Partii Quebeckiej, François Legault.  Partia ma program centrowo-prawicowy i przywiązuje większą uwagę do zagadnień zdrowia, edukacji i rozwoju gospodarczego, a mniejszą do dyskusji na tematy konstytucjonalne i suwerenności Prowincji.
W wyniku wyborów w dniu 1 października 2018 roku partia Koalicja Przyszłość Quebecu przejęła władzę i tworzy rząd większościowy w prowincji Quebec. Nowy rząd został zaprzysiężony 18 października 2018 roku, liczy 26 osób..